# Обозначение (техника)

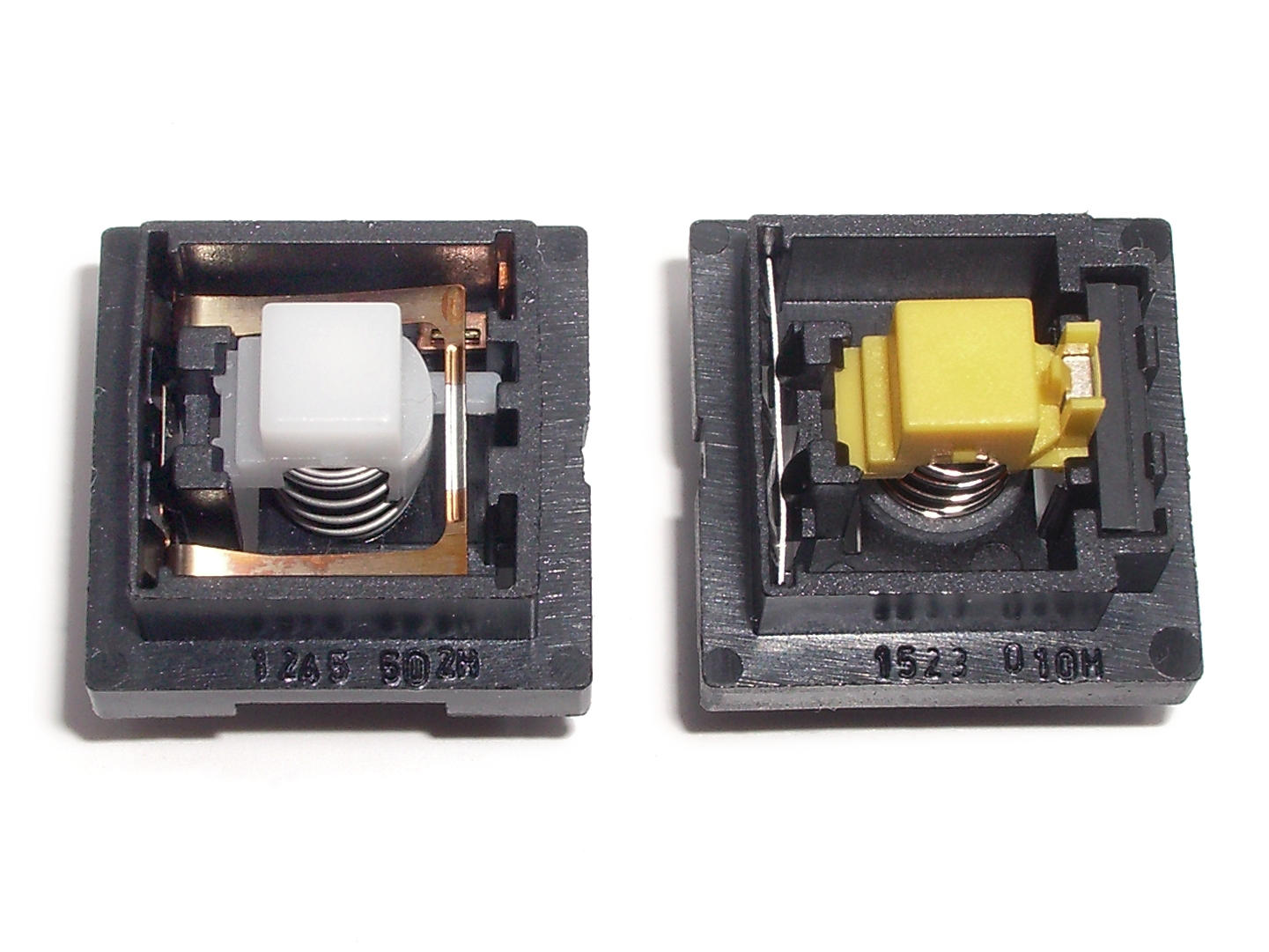
Изделия (клавиши) с нанесенными на них обозначениями

Обозначение (part number — с англ. — «номер составной части») — стандартный идентификатор (каталожный номер) промышленного изделия определённой конструкции, его составной части или материала. В сочетании с кодом поставщика (manufacturer code) обеспечивает уникальную идентификацию определённого изделия.

## Использование

### Отечественная практика
В отечественной практике порядок присвоения обозначений изделий определен в системе стандартов ЕСКД (ГОСТ 2.201). Согласно указанному стандарту обозначение изделия, применяется также для обозначения его основного конструкторского документа и должно быть уникальным. Присвоение обозначений осуществляют организации, которые разрабатывают данные изделия. Изделия и конструкторские документы сохраняют присвоенное им обозначение независимо от того, в каких других изделиях и конструкторских документах они применяются. Составным частям изделия, на которые не были выпущены чертежи, присваивают самостоятельные обозначения по общим правилам.
Стандартизованная структура обозначения изделия включает: 
- код организации-разработчика конструкции изделия (четыре буквы, например, АБВГ, назначаемый согласно кодификатору организаций-разработчиков);
- код классификационной характеристики, назначаемый по классификатору изделий и конструкторских документов;
- порядковый регистрационный номер, назначаемый по классификационной характеристике от 001 до 999 в пределах кода организации-разработчика.

### Международная практика
В международной практике обозначение изделия может иметь разновидности:
- CRU part number — обозначение для блоков, заменяемых конечным пользователем изделия (англ. customer replacement unit), элементы с таким обозначением доступны для заказа покупателем у производителя изделия.
- FRU part number — обозначение для блоков, замена которых возможна на стадии эксплуатации подготовленным специалистом (англ. field replaceable unit), элементы с таким обозначением доступны для заказа преимущественно через авторизованные сервисные центры.

Как правило любое устройство состоит из нескольких частей, которые могут иметь разные FRU, объединённые общим CRU для этого устройства.
Все производители продукции ведут каталог изделий с указанием их обозначений (каталожных номеров). Принцип формирования обозначений строго не регламентируется и является внутренним делом самого производителя. Указанный каталог изделий и их составных частей является основным инструментом пользователя для поиска и заказа запасных частей для обслуживания и ремонта используемой им техники.
Обозначение может иметь в своём составе данные о локализации товара, то есть государство, для поставки в которое предназначен этот вид изделия. Такие данные, как правило, вставляют в конце строки. Это могут быть записи вида: APJ (Asia-Pacific-Japan), EMEA (Европа и Африка) или EU — для Европы, RU — для России.
На практике наличие наклейки с номерами «CRU/FRU part number» не гарантирует от подделок изделий.

## Обозначение и артикул товара
Различие между артикулом и обозначением заключается в следующем:
- Артикул используется только продавцами для учёта товаров;
- Артикул присваивается только самим изделиям (товару), но не их частям;
- Артикул не включает в себя идентификаторы о локализации;
- Артикул существует независимо от обозначения.